# Обехо
Обехо (на испански: Obejo) е населено място и община в Испания. Намира се в провинция Кордоба, в състава на автономната област Андалусия. Общината влиза в състава на района (комарка) Вале дел Гуадиято. Заема площ от 214 km². Населението му е 1876 души (по преброяване от 2010 г.). Разстоянието до административния център на провинцията е 45 km.

## Демография
| 1996 | 1998 | 1999 | 2000 | 2001 | 2002 | 2003 | 2004 | 2005 | 2006 | 2007 |
| ---- | ---- | ---- | ---- | ---- | ---- | ---- | ---- | ---- | ---- | ---- |
| 1494 | 1493 | 1505 | 1509 | 1554 | 1560 | 1547 | 1500 | 1502 | 1791 |      |